# Жирар, Рене (футболист)
Рене́ Жира́р (фр. René Girard; род. 4 апреля 1954, Vauvert) — французский футболист и тренер. Участник чемпионата мира 1982. Выступал на позиции полузащитника.

## Карьера

### Клубная
Рене Жирар начал карьеру профессионального футболиста в клубе «Ним Олимпик». В 1980 году полузащитник перешёл в «Бордо», с которым за 8 лет трижды становился чемпионом Франции, дважды — обладателем Кубка и один раз — Суперкубка страны. В 1988 году Жирар вернулся в «Ним Олимпик», выступавший в то время в Дивизионе 2. По окончании сезона 1990/91, в котором «Ним Олимпик» завоевал право вернуться в Дивизион 1, Рене Жирар завершил карьеру игрока.

### В сборной
Рене Жирар дебютировал в сборной Франции 14 октября 1981 года в матче отборочного турнира к чемпионату мира 1982 против сборной Ирландии. Полузащитник попал в заявку сборной для участия в чемпионате мира. На турнире Жирар провёл 5 матчей и забил 1 гол, открыв счёт в матче за третье место со сборной Польши. Этот матч стал для Рене Жирара последним в составе «трёхцветных».

### Тренерская
После завершения карьеры игрока Рене Жирар остался в клубе «Ним Олимпик» в качестве главного тренера. В первый сезон под его руководством команда заняла 15-е место в Лиге 1, однако год спустя оказалась последней и выбыла в Лигу 2. Жирар расстался с командой в 1994 году. В 1996—1997 годах он тренировал «По», а в 1998 году — «Страсбур».
С 2002 по 2004 год Рене Жирар работал с юношескими сборными Франции, после чего в течение четырёх лет возглавлял молодёжную сборную страны.
В 2009 году Жирар возглавил «Монпелье», с которым в сезоне 2011/12 выиграл чемпионат Франции. После этой победы Рене Жирар был признан во Франции тренером года.
Был дисквалифицирован на один матч Лиги чемпионов за то, что показал средний палец наставнику «Шальке 04» Хубу Стевенсу во время матча двух команд во втором туре группового этапа турнира.
В середине сезона 2012/13 ходили слухи, что Жерар может оставить свой пост после завершения сезона. Ко всему прочему, у него истекал контракт с клубом. Поводом для возможного увольнения стали разногласия с руководством клуба, которое второй трансферный период подряд продаёт лидеров команды — сначала Оливье Жиру, затем Мапу Янга-Мбиву. В итоге «Монпелье» завершил сезон на девятом месте в турнирной таблице французского чемпионата и на последнем месте в группе В в Лиге чемпионов.
Летом 2013 года был назначен главным тренером «Лилля».

## Статистика
| Матчи Жирара за сборную Франции | Матчи Жирара за сборную Франции | Матчи Жирара за сборную Франции | Матчи Жирара за сборную Франции | Матчи Жирара за сборную Франции | Матчи Жирара за сборную Франции | Матчи Жирара за сборную Франции |
| ------------------------------- | ------------------------------- | ------------------------------- | ------------------------------- | ------------------------------- | ------------------------------- | ------------------------------- |
| №                               | Дата                            | Соперник                        | Счёт                            | Голы Жирара                     | Турнир                          |                                 |
| 1                               | 14 октября 1981                 | Ирландия                        | 2:3                             | -                               | Отборочный матч ЧМ 1982         |                                 |
| 2                               | 24 марта 1982                   | Северная Ирландия               | 4:0                             | -                               | Товарищеский матч               |                                 |
| 3                               | 16 июня 1982                    | Англия                          | 1:3                             | -                               | ЧМ 1982                         |                                 |
| 4                               | 21 июня 1982                    | Кувейт                          | 4:1                             | -                               | ЧМ 1982                         |                                 |
| 5                               | 24 июня 1982                    | Чехословакия                    | 1:1                             | -                               | ЧМ 1982                         |                                 |
| 6                               | 28 июня 1982                    | Австрия                         | 1:0                             | -                               | ЧМ 1982                         |                                 |
| 7                               | 10 июля 1982                    | Польша                          | 2:3                             | 1                               | ЧМ 1982                         |                                 |

Итого: 7 матчей / 1 гол; 3 победы, 1 ничья, 3 поражения.

## Достижения

### В качестве игрока
- Чемпион Франции (3): 1983/84, 1984/85, 1986/87
- Вице-чемпион Франции (2): 1982/83, 1987/88
- Обладатель Кубка Франции (2): 1985/86, 1986/87
- Обладатель Суперкубка Франции: 1986

### В качестве тренера

#### Командные
- Чемпион Франции: 2011/12

#### Личные
- Тренер года во Франции: 2012